# (2621) Goto
(2621) Goto est un astéroïde de la ceinture principale.

## Description
(2621) Goto est un astéroïde de la ceinture principale. Il fut découvert le 9 février 1981 à Geisei par Tsutomu Seki. Il présente une orbite caractérisée par un demi-grand axe de 3,08 UA, une excentricité de 0,18 et une inclinaison de 13,0° par rapport à l'écliptique.

## Compléments